# Hafnia floorball club
Hafnia Floorball Club er en københavnsk floorballklub med base på Amager. Den er en af Danmarks ældste og mest traditionsrige klubber med blandt andet tre vundne DM-titler. Klubben blev grundlagt i 1992 og har siden da været flittigt repræsenteret med adskillelige hold i Danmarksturneringen. 
I dag er Hafnia FC en social breddeklub med flere turneringshold på både dame- og herresiden, samt en ungdomsafdeling. Klubben holder til i Sundby Idrætsparks Hal 3, der ligesom den nærliggende Sundbyøsterhallen lægger gulv til Hafnia FC's hjemmekampe.

## Historie
Historisk set har klubben været en af de største i Danmark, og i mange år var man med til at præge toppen af dansk floorball. Igennem tiderne har en lang række Hafnia-spillere desuden fundet vej til danske landshold. I slutningen af 90'erne vandt man i DaFU-regi damernes to første officielle danmarksmesterskaber, mens man på herresiden sikrede sig DM-guldet i sæsonen 2007/2008. Hafnia FC har ud over 15 DM-medaljer også høstet en pokaltitel, som herreholdet vandt i 2009, samt repræsenteret dansk floorball i Europa.

## Resultater
Damer
- DM-guld (2): 1997/1998, 1998/1999
- DM-sølv (2): 1999/2000, 2002/2003
- DM-bronze (4): 2001/2002, 2004/2005, 2006/2007, 2007/2008

Herrer
- DM-guld (1): 2007/2008
- DM-sølv (2): 1994/1995, 2006/2007
- DM-bronze (4): 2003/2004, 2004/2005, 2005/2006, 2008/2009
- Pokalturneringen (1): 2008/2009